# El diluvio (película)
El diluvio es el título español de la película polaca Potop, un drama histórico dirigido por Jerzy Hoffman, estrenado en 1974. La película está basada en la novela del escritor polaco Henryk Sienkiewicz. Fue nominada para el Óscar a la mejor película de habla no inglesa en 1974.

## Argumento
La película se sitúa en el siglo XVII durante la invasión sueca de la Mancomunidad de Polonia-Lituania, conocida en Polonia como El diluvio, la cual fue eventualmente rechazada. No obstante, un cuarto de la población del país pereció a consecuencia de ella y de las plagas. Como resultado, la economía del país quedó grandemente dañada.

## Elenco
- Daniel Olbrychski como Andrzej Kmicic.
- Małgorzata Braunek como Oleńka Billewiczówna.
- Tadeusz Łomnicki como Michał Wołodyjowski.
- Krzysztof Kowalewski como Roch Kowalski.